# More Inspirations
More Inspirations è il secondo album in studio di cover del gruppo musicale britannico Saxon, pubblicato nel 2023.

## Tracce
1. We've Gotta Get Out of This Place – 3:39 (musica: Barry Mann, Cynthia Weil) – The Animals
2. The Faith Healer – 6:28 (musica: Alex Harvey, Hugh McKenna) – The Sensational Alex Harvey Band
3. From the Inside – 3:36 (musica: Alice Cooper, Bernie Taupin, David Foster, Dick Wagner) – Alice Cooper
4. Chevrolet – 3:59 (musica: Billy F. Gibbons) – ZZ Top
5. Substitute – 4:01 (musica: Pete Townshend) – The Who
6. Gypsy – 3:13 (musica: Mick Box, David Byron) – Uriah Heep
7. Man on the Silver Mountain – 3:52 (musica: Ritchie Blackmore, Ronnie James Dio) – Rainbow
8. Detroit Rock City – 4:16 (musica: Paul Stanley, Bob Ezrin) – Kiss
9. Razamanaz – 3:26 (musica: Dan McCafferty, Darrell Sweet, Manny Charlton, Pete Agnew) – Nazareth
10. Tales of Brave Ulysses – 3:20 (musica: Eric Clapton, Martin Sharp) – Cream

## Formazione
- Biff Byford – voce
- Paul Quinn – chitarra
- Doug Scarratt – chitarra
- Nibbs Carter – basso
- Nigel Glockler – batteria